# Famille Horváth-Tholdy
Horváth-Tholdy de Széplak, Nagyszalonta et Feketebátor (en hongrois : széplaki, nagyszalontai és feketebátoriHorváth-Tholdy család) est le patronyme d'une famille de la noblesse hongroise.

## Origines
Le comte Sámuel Tholdy, dernier membre de la famille Tholdy, adopte en 1857 János Petrichevich-Horváth (1801-1865), fils du commandant Dániel Petrichevich-Horváth (hu) (1769-1842) et de Éva Lázár (1780-1857), et petit-fils de Dániel Petrichevich-Horváth (1743-1802) et de la comtesse Mária Tholdy (1750-1777). Il est ainsi autorisé à porter le nom de János Horváth-Tholdy. Il est titré comte autrichien (1858) puis hongrois (1883). Son fils, le comte Lajos Horváth-Tholdy (1834-1899), perd ses deux fils jeunes et adopte à son tour en 1888 Rudolf Petrichevich-Horváth (1870-1931), un cousin au 4e degré qui prend le nom de comte Rudolf Horváth-Tholdy.

## Membres notables
- comte János Horváth-Tholdy, 1er du nom (1801-1865), chambellan impérial et royal, conseiller privé réel, feldzeugmeister, membre de la Garde du corps royale hongroise.

## Liens, sources
- Béla Kempelen: Magyar nemes családok (Vol V.)
- Arbre généalogique sur genealogy.euweb